# Pistolet (pain)
Pour les articles homonymes, voir Pistolet.

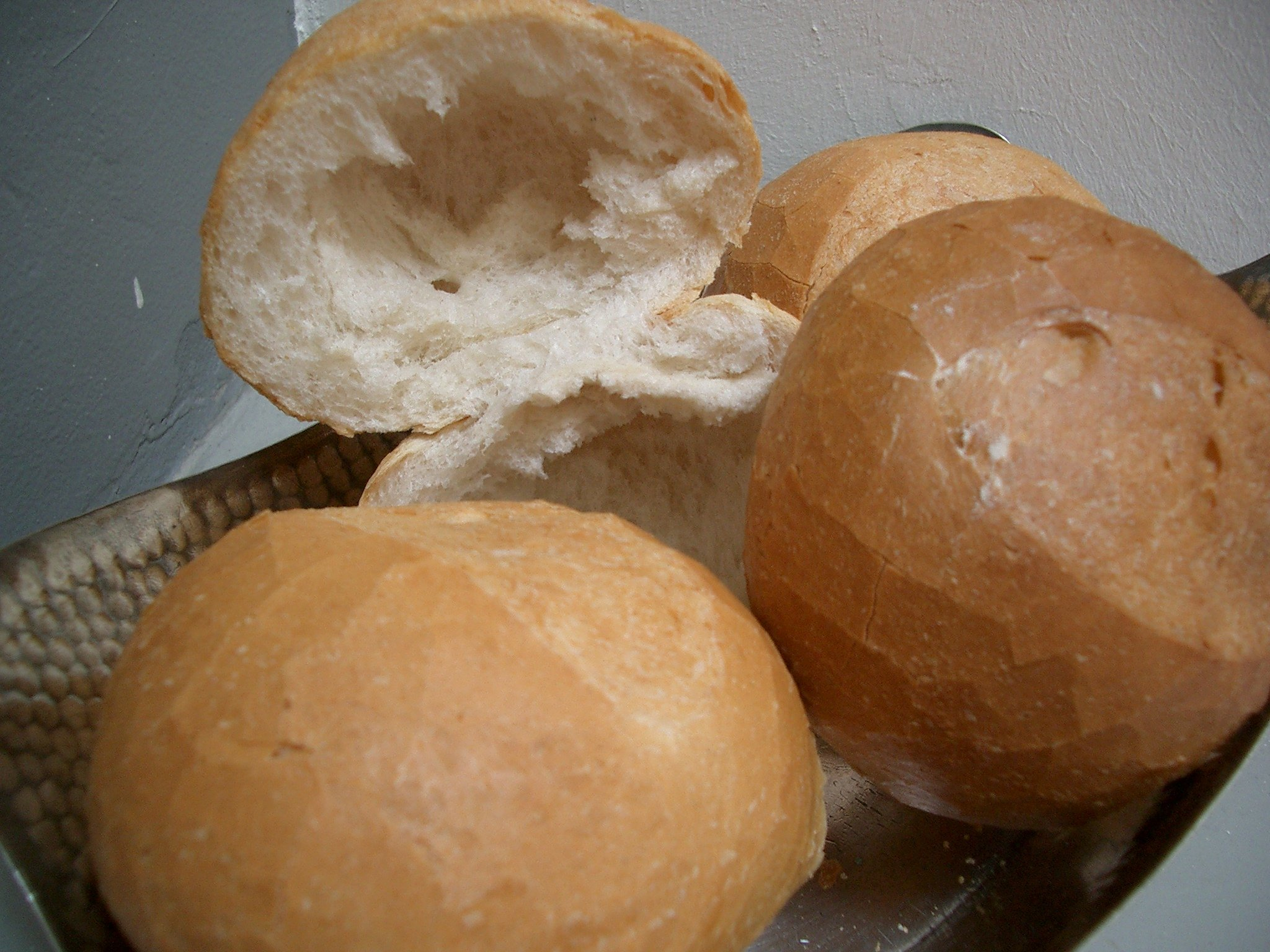
Pistolets bruxellois, photographiés dans une boulangerie bruxelloise.

Le pistolet est un petit pain bruxellois, rond, fendu d’un léger sillon au sommet ; il est destiné à une seule personne ; on appelle aussi « pistolet » des petits pains ronds, ou allongés, dans d'autres régions de la Belgique.

## Étymologie
Les auteurs ne s’accordent pas sur l’origine de ce mot.
« L’origine du mot provient du latin pistor signifiant meunier, qui par glissement sémantique au Moyen Âge est venu à désigner le boulanger. Le diminutif pistolet est donc le produit du boulanger. »
« Ce sont des petits pains. Leur nom vient de ce que ces petits pains, frappés d’une taxation abusive au XVIIe siècle, coutaient presque une pistole à Bruxelles. Ils furent dès lors surnommés pistooltje, “pistolet”. »
Il est toutefois certain que « pistolet » a désigné la monnaie, outre l’arme :
- en 1551, le pistolet est une « petite pièce de monnaie[3] » ;
- « Pistolet en oultre est appelé l’escu au coin d’Espagne et d’Italie, Italicus ac Hispanicus aureus nummus[4]. »

Et Émile Littré précise que « […] le pistolet étant une petite arme, le demi-écu d’or fut dit, par plaisanterie, pistolet, comme étant un diminutif de l’écu. C’est par assimilation de forme qu’on nomme à Bruxelles un petit pain un pistolet […] ».
Selon Maurice Piron, le point commun entre l'arme, la monnaie et le pain est la notion de petitesse.

## Consommation
Traditionnellement garni de beurre et confiture au petit déjeuner du dimanche matin, le pistolet a remplacé pour beaucoup la tartine qu’on emporte avec soi pour le repas de midi. Dans ce cas, on le garnit — ou on le fait garnir par le boucher — de beurre, fromage gouda, charcuterie (pâté crème, boudin, saucisson), filet américain (viande de bœuf hachée crue et assaisonnée) ou hachis de porc & boeuf.
Ce « pistolet fourré » est l’équivalent du sandwich, du briquet, du « pain français » (baguette) garni, et du hamburger, plus récent.

## Morphologie et caractéristiques
Le pistolet présente une croute craquante et une mie très légère dont beaucoup de gens, après avoir coupé le pain en deux horizontalement, ôtent la partie centrale, créant un creux propice pour recevoir la garniture. Le pistolet ne doit pas être confondu avec le hamburger, qui est mou et moins bombé.
Le pistolet rond bruxellois se vend également dans les stations balnéaires de la côte belge, lieu de villégiature privilégié des Bruxellois pendant des décennies.
On trouve des pistolets ailleurs en Belgique sans que pour autant ils soient préparés avec la même recette.
La plupart des boulangers, à Bruxelles tout au moins, en proposent, bien que sa fabrication demande beaucoup de travail (la pâte doit lever deux fois et la fente doit être faite avec un bâton).

## Autres pistolets
Le mot « pistolet », comme synonyme de petit pain, « s’emploie régionalement en France, en particulier dans le Midi : « Quantité de pistolets, petits pains longs à croute vive » (F. Fabre, Ma vocation : l'action se passe à Montpellier). « Aller chercher le pain chez Escartefigue, ce pain tout brulant encore, et fleurant la farine honnête, façonné en couronne mince, nommée coque ou bien en petits pains, dits pistolets. » (Émile Henriot, Les Temps innocents : l’action se passe près de Bordeaux.)

## Citation
« Il me fallut […] gagner la place de l’Hôtel-de-Ville [à Bruxelles], afin d’y boire une […] chope […] de faro, accompagnée d’un de ces pistolets pacifiques qui s’ouvrent en deux tartines garnies de beurre. » (Gérard de Nerval, Fêtes Hollande, 1852.)